# چیه-کونگ جن
 چیه-کونگ جن (انگلیسی: Chih-Kung Jen؛ زاده ۲ اکتبر ۱۹۰۶ درگذشته ۱۹ نوامبر ۱۹۹۵) یک فیزیک‌دان بود. 